# Richard Brock - Nessuno è senza colpa
Richard Brock - Nessuno è senza colpa (Spuren des Bösen - Zauberberg) è un film TV del 2013, in co-produzione tedesca e austriaca.
Il film è il terzo di cinque episodi che formano la serie thriller Richard Brock (Spuren des Bösen), con protagonista il medico viennese Richard Brock, specializzato in psicologia legale, interpretato da Heino Ferch.

## Trama
Richard Brock viene coinvolto da Erich Wildner, commissario nella località sciistica di Semmering, nelle indagini sulla scomparsa di Aline, figlia della dottoressa Karin Staller, poiché la polizia teme un rapimento da parte di Max Rieger, ex paziente di Brock e accusato in passato di abusi su minori.
Le indagini di Brock rivelano però che la scomparsa della bambina è legata in realtà alla professione della madre e a un grave incidente accaduto un anno prima.

## Produzione

### Cast
- Heino Ferch: Richard Brock
- Marie-Lou Sellem: Karin Staller
- Ulrike Beimpold: Monika Kramer
- Thomas Stipsits: Erich Wildner
- Gerda Drabek: Anni
- Gerhard Liebmann: Klaus Tauber
- Gerald Votava: Haas
- Patricia Aulitzky: Sabine Hein
- Cornelius Obonya: Max Rieger

## Distribuzione

### Data di prima visione
Le date di prima TV internazionali sono state:
- 4 dicembre 2013 in Austria, su ORF 2;[4]
- 13 gennaio 2014 in Germania, su ZDF;[1]
- 9 agosto 2014 in Italia, su Rai 2.[5]